# Brasão de armas das Ilhas Salomão
O brasão de armas das Ilhas Salomão exibe um escudo emoldurado por um crocodilo e um tubarão. O lema surge por baixo e lê-se "Liderar É Servir". Sobre o escudo está um elmo decorado e coroado por um sol estilizado.